# Cyriaque Rivieyran
Cyriaque Rivieyran, né le 17 avril 1991 à Strasbourg, est un footballeur français. Il évolue au poste de défenseur latéral ou milieu défensif.

## Carrière

### En club
Cyriaque Rivieyran rejoint le Racing Club de Strasbourg à la suite de détections à l'âge de 11 ans. Il s'impose dans l'équipe réserve du club alsacien lors de la saison 2009-2010, après quelques matchs lors des deux saisons précédentes. 
Le Racing ayant des problèmes financiers et étant relégué administrativement en CFA 2, Rivieyran se retrouve libre de tout contrat à l'été 2011, sans avoir signé de contrat professionnel avec son club formateur. Après des essais à Yverdon et à Auxerre, il refuse l'offre des suisses pour s'engager avec Auxerre.
Il se blesse juste avant son arrivée prévue en juillet, et est contraint d'attendre deux mois de plus pour rejoindre le club,. Il signe tout de même un contrat de deux ans. Après quatre premiers matchs en Ligue 1, il dispute une vingtaine de rencontre de Ligue 2 l'année suivante avant d'être « mis au placard » par l'entraîneur Bernard Casoni.
À l'été 2013, il résilie donc son contrat avec le club bourguignon et rejoint le Gazélec Ajaccio, en National. Titulaire, il aide son club à remonter en Championnat de France de football de Ligue 2. Il inscrit son premier but professionnel contre Valenciennes en août 2014, d'un ciseau acrobatique. Après une nouvelle montée, la deuxième en deux ans, son contrat n'est pas renouvelé.
Il signe alors au Clermont Foot 63, où il va jouer deux saisons. En fin de contrat en Auvergne, il rejoint les Chamois niortais lors de l'été 2017 pour un contrat de 2 ans. En deux saisons, il joue une trentaine de matchs avec les Chamois.
Lors de la saison 2018-2019, il est avec Matthieu Sans l'un des deux délégués syndicaux de l'UNFP au sein des Chamois niortais. Quelques mois après sa fin de contrat à Niort, il annonce mettre fin à sa carrière sportive, à l’âge de 28 ans.

## Reconversion
Après avoir mis un terme à sa carrière de joueur, Cyriaque Rivieyran a rejoint un cabinet de conseil en gestion de patrimoine à Bordeaux.

## Statistiques
| Saison                | Club                  | Championnat           | Championnat | Championnat | Coupe nationale | Coupe nationale | Coupe de la Ligue | Coupe de la Ligue | Total | Total |
| Saison                | Club                  | Division              | M.          | B.          | M.              | B.              | M.                | B.                | M.    | B.    |
| 2010-2011             | RC Strasbourg         | National              | 4           | 0           | 1               | 0               | -                 | -                 | 5     | 0     |
| Sous-total            | Sous-total            | Sous-total            | 4           | 0           | 1               | 0               | -                 | -                 | 5     | 0     |
| 2011-2012             | AJ Auxerre            | Ligue 1               | 4           | 0           | -               | -               | -                 | -                 | 4     | 0     |
| 2012-2013             | AJ Auxerre            | Ligue 2               | 20          | 0           | 1               | 0               | 4                 | 0                 | 25    | 0     |
| Sous-total            | Sous-total            | Sous-total            | 24          | 0           | 1               | 0               | 4                 | 0                 | 29    | 0     |
| 2013-2014             | GFC Ajaccio           | National              | 30          | 0           | 1               | 0               | 1                 | 0                 | 32    | 0     |
| 2014-2015             | GFC Ajaccio           | Ligue 2               | 25          | 1           | 1               | 0               | 2                 | 0                 | 28    | 1     |
| Sous-total            | Sous-total            | Sous-total            | 55          | 1           | 2               | 0               | 3                 | 0                 | 60    | 1     |
| 2015-2016             | Clermont Foot 63      | Ligue 2               | 26          | 0           | 1               | 0               | -                 | -                 | 27    | 0     |
| 2016-2017             | Clermont Foot 63      | Ligue 2               | 28          | 0           | 1               | 0               | 1                 | 0                 | 30    | 0     |
| Sous-total            | Sous-total            | Sous-total            | 54          | 0           | 2               | 0               | 1                 | 0                 | 57    | 0     |
| 2017-2018             | Chamois niortais      | Ligue 2               | 12          | 0           | 2               | 0               | -                 | -                 | 14    | 0     |
| 2018-2019             | Chamois niortais      | Ligue 2               | 17          | 0           | 0               | 0               | -                 | -                 | 17    | 0     |
| Sous-total            | Sous-total            | Sous-total            | 29          | 0           | 2               | 0               | -                 | -                 | 31    | 0     |
| Total sur la carrière | Total sur la carrière | Total sur la carrière | 166         | 1           | 8               | 0               | 8                 | 0                 | 182   | 1     |

## Palmarès
Avec l'équipe réserve du RC Strasbourg, il remporte la Coupe d'Alsace en 2008 et 2010,. Il termine également premier du groupe C de CFA 2 en 2011.